# Pinus wangii
Pinus wangii (лат.) — вид вечнозелёных хвойных деревьев рода Сосна семейства Сосновые (Pinaceae). 
Естественный ареал распространения находится в южном Китае и, возможно, во Вьетнаме. 
Вид занесён в Красную книгу МСОП как вымирающий. Деревья известны только из четырёх мест, три из которых расположены близко друг к другу. Популяции продолжают сокращаться из-за продолжающейся вырубки деревьев.

## Ботаническое описание
Вечнозелёное дерево высотой до 20 метров. Диаметр ствола на высоте 1,3 м достигает 60 сантиметров. Кора ствола молодых деревьев и кора ветвей гладкая и тонкая. Кора ствола старых деревьев коричневая, тёмно-коричневая или серо-коричневая, чешуйчатая и шелушащаяся. Ветви широко раскидистые и образуют широкую, зонтикообразную или неправильную, плоскую крону. Игольчатые веточки тонкие. Молодые побеги вначале тёмно-красновато-коричневые и густо опушённые волосами, на второй или третий год серо-коричневые и безволосые или с остаточной волосатостью в бороздах коры.
Вегетативные почки коричневые, цилиндрические, не смолистые. Остистые отростки коричневые. Хвоя растёт по пять штук в рано опадающем игольчатом чехле из нежных коричневых чешуек. Хвоя торчащая или несколько изогнутая в сторону побега, гибкая, длиной от 2,5 до 6 сантиметров и шириной от 1 до 1,5 миллиметров. Край иглы очень тонко зазубрен. Цвет хвои зелёный, на двух адаксиальных сторонах имеются стоматы. Формируются три смоляных канала.
Пыльцевые шишки растут небольшими группами. Имеют короткоцилиндрическую форму.
Семенные шишки растут поодиночке или по два-три у основания веток на крепких стеблях длиной 1,5-2 см. Изменчивы по размеру и форме и могут быть от маленьких яйцевидных до длинных цилиндрических, первоначально прямостоячие, а затем наклонённые вниз до маятниковых. Их длина обычно составляет от 4 до 10, а иногда и до 15 сантиметров, а диаметр — от 2 до 4,5 сантиметров. Зрелые шишки желтовато-коричневые или тёмно-коричневые и серовато-коричневые, когда подвергаются воздействию погоды. Семенные чешуи мягкие деревянистые, более или менее гибкие у основания, клиновидные или удлинённые, 2-3 см длиной и 1,5-2 см шириной. Апофиз ромбический и удлинённый, изогнутый или более или менее прямой у основания и вершины конуса. Вершина тонкая и прямая или несколько изогнута внутрь, реже изогнута вверх. Умбо терминальный, маленький, вдавленный или тупой.
Семена бледно-коричневые, обратнояйцевидные или эллипсоидные, 8-10 миллиметров в длину и около 6 миллиметров в ширину. Семенное крыло хорошо развито, около 16 миллиметров в длину и 7 миллиметров в ширину.

## Распространение и экология
Естественный ареал вида находится в китайской провинции Юньнань в уездах Малипо и Сичоу и, возможно, во Вьетнаме в Май Чау. Возможно, вид ограничен районами с преобладанием известняка в южном Китае и северном Вьетнаме, где он встречается рассеянно на крутых склонах и хребтах. Встречается вместе с дубом изменчивым (Quercus variabilis) и другими преимущественно мелколиственными вечнозелёными деревьями и кустарниками. Тсуга китайская (Tsuga chinensis), тис китайский (Taxus chinensis) и аментотаксус юньнаньский (Amentotaxus yunnanensis) также произрастают рядом с ним. Pinus wangii произрастает на высоте от 500 до 1800 м над уровнем моря. Ареал относится к 8-й зоне зимостойкости, со среднегодовыми минимальными температурами от −12,1 до −6,7 °C.
В Красной книге МСОП Pinus wangii классифицируется как вид, находящийся под критической угрозой исчезновения. Область распространения очень мала, и вид документирован только девятью гербарными находками из четырёх мест произрастания. Образцы хранятся в Китае, Великобритании и США. Три из этих мест произрастания находятся недалеко друг от друга, одно — немного восточнее. Площадь распространения составляет 1633 квадратных километра, но вид занимает менее 80 квадратных километров (площадь заселения), которые не находятся на охраняемых территориях. Вырубка деревьев привела к исчезновению популяций в доступных районах, и, несмотря на запрет на вырубку деревьев, сокращение популяций продолжается.

## Систематика и история исследований
Впервые вид был научно описан в 1948 году Ху Сяньсу и Чжэн Ваньцзюнем в «Бюллетене Мемориального института биологии Фань». Видовой эпитет wangii дан в честь ботаника К. В. Ванга, который нашёл типовой образец в Юньнани. Родовое название Pinus впервые было использовано римлянами для нескольких видов сосны.
В книге «Флора Китая» Pinus wangii также признан как отдельный вид. На юго-западе Китая и во Вьетнаме есть несколько близкородственных видов сосен, включая Pinus fenzeliana и Pinus dalatensis. Ху Сяньсу и Чжэн Ваньцзюнь увидели сходство с Pinus parviflora из Японии, но эти два вида больше не считаются очень близкими. Тем не менее, Джеймс Экенвальдер относит представителей к виду Pinus parviflora var. wangii как разновидность Pinus parviflora. Однако других синонимов вида неизвестно. Согласно «Флоре Китая», встречающиеся во Вьетнаме экземпляры, возможно, следует отнести к виду Pinus dalatensis Ferré. Pinus parviflora var. wangii, который является разновидностью Pinus parviflora.
Pinus wangii похож на Pinus fenzeliana, но отличается от него длиной хвои, немного меньшими шишками, цветом и опушением однолетних побегов.

## Использование
Древесина используется на местах в качестве пиломатериалов, для строительства мостов и изготовления мебели. В садоводстве вид используется редко. Немногие, в основном молодые деревья, встречаются в ботанических садах Китая, Великобритании и США.